# يحيى بن أيوب الغافقي
أبو العباس يحيى بن أيوب الغافقي المصري المشهور بـيحيى بن أيوب أو أبو العباس الغافقي، وهو إمام محدث وعالم شهير، ينسب في عداد موالي مروان بن الحكم، من فقهاء مصر وعلمائهم، ويقال : كان قاضيا بها.
احتج به الأئمة الستة في كتبهم، وأخرج له البخاري مقرونا بغيره حديثين .

## أئمة حدّث عنهم
حدث عن الكثير من العلماء ومنهم:
يزيد بن أبي حبيب ، وأبي قبيل حيي بن هانئ ، وجعفر بن ربيعة ، وعبيد الله بن أبي جعفر ، وعبد الله بن طاوس ، وعبد الله بن أبي بكر بن حزم ، وعبد الله بن دينار ، وعمارة بن غزية ، وإسماعيل بن أمية ، وبكر بن عمرو ، وربيعة الرأي ، وزبان بن فائد ، وزيد بن جبيرة ، وسهل بن معاذ الجهني ، وعقيل بن خالد ، وأبي الأسود محمد بن عبد الرحمن ، وموسى بن عقبة ، ويحيى بن سعيد ، وعياش بن عباس القتباني وكعب بن علقمة ، ويزيد بن عبد الله بن الهاد ، وحميد الطويل ، وهشام بن حسان ، وعبد الرحمن بن حرملة، وعبيد الله بن زحر، وأبي حازم الأعرج، وصالح بن كيسان، وعبد الله بن سليمان الطويل، وابن عجلان، وأبي حنيفة، وموسى بن علي، وعمرو بن الحارث، ومالك ، وخلق كثير . 
وحدّث عن أهل مكة، والمدينة والشام، ومصر، والعراق.

## حدثوا عنه
الليث بن سعد، وهو من أقرانه، وجرير بن حازم ، وهو أكبر منه، وابن جريج أحد شيوخه، وابن المبارك ، وابن وهب ، وموسى بن أعين ، وإسحاق بن الفرات ، وأشهب بن عبد العزيز ، وزيد بن الحُباب، وسعيد بن أبي مريم، وسعيد بن عُفير، وعبد الله بن صالح الكاتب، وأبو عبد الرحمن المقرئ ، وعمرو بن الربيع بن طارق، ويحيى بن إسحاق السّيْلحيني، وغيرهم .

## رأي العلماء فيالجرح والتعديل
قال أحمد بن حنبل : هو دون حيوة وسعيد بن أبي أيوب، هو سيئ الحفظ .
وقال النسائي : ليس به بأس، وقال مرة : ليس بالقوي .
وقال الذهبي : له غرائب ومناكير، يتجنبها أرباب الصحاح، وينقون حديثه، وهو حسن الحديث .
وروى إسحاق الكوسج عن ابن معين : ثقة، وقال مرة : صالح .
وقال أبو حاتم : هو أحب إلي من عبد الرحمن بن أبي الموال ، ومحله الصدق، ولا يحتج به .
وقال أبو عبيد الآجري : قلت لأبي داود : يحيى بن أيوب ثقة ؟ قال : هو صالح .
قال أبو أحمد بن عدي هو من فقهاء مصر وعلمائهم، ويقال : كان قاضيا بها، وهو عندي صدوق .

## حدثوا عنه
حدث عنه الغرباء بأحاديث ليست عند أهل مصر عنه، فحدث عنه يحيى بن إسحاق ، عن يزيد بن أبي حبيب ، عن ربيعة بن لقيط ، عن ابن حوالة : من نجا من ثلاث . . . فليس هذا بمصر من حديث يحيى .
وروي عنه : أيضا عن يزيد، عن ابن شماسة، عن زيد بن ثابت : طوبى للشام . . . مرفوعا. وما هو بمصرَ من حديث يحيى بن أيوب .
وأحاديث جرير بن حازم، عن يحيى بن أيوب ليس عند المصريين منها حديث، وهي تشبه عندي أن تكون من حديث ابن لَهيعة، والله أعلم .
وروى زيد بن الحباب، عن يحيى بن أيوب، عن عياش بن عباس، عن أبي الحصين حديث أبي ريحانة : نهى عن الوشر والوشم ... وليس هذا بمصر إلا من حديث ابن لهيعة، والمفضل، وحيوة، وعبد الله بن سويد، عن عياش بن عباس .

## وفاته
توفي سنة ثمان وستين ومائة 168هـ.